# Генерал юстиции Российской Федерации
Генерал юстиции Российской Федерации — высшее специальное звание сотрудников Следственного комитета Российской Федерации.

## История
Звание установлено статьей 20 Федерального закона от 28 декабря 2010 года № 403-ФЗ «О Следственном комитете Российской Федерации».
В соответствии с Перечнем соответствия специальных званий сотрудников Следственного комитета Российской Федерации классным чинам прокурорских работников органов прокуратуры Российской Федерации и воинским званиям, утверждённым указом Президента Российской Федерации от 14 января 2011 года № 38 «Вопросы деятельности Следственного комитета Российской Федерации», звание соответствует классному чину «Действительный государственный советник юстиции» и воинскому званию «генерал армии».
В соответствии с Перечнем должностей в Следственном комитете Российской Федерации, по которым предусмотрено присвоение высших специальных званий, утверждённым указом Президента Российской Федерации от 14 января 2011 года № 38 «Вопросы деятельности Следственного комитета Российской Федерации», звание может присваиваться только Председателю Следственного комитета Российской Федерации.
Звание присваивается Президентом Российской Федерации.
20 февраля 2016 года присвоено А. И. Бастрыкину.